# Chahal
Chahal, San Fernando Chahal – miasto w środkowej Gwatemali, w departamencie Alta Verapaz, leżące w odległości 150 km na wschód od stolicy departamentu i 370 km na północ od stolicy kraju, nad rzeką Río Chiyú. Miasto jest siedzibą gminy o tej samej nazwie, która w 2012 roku liczyła 26 267 mieszkańców.